# Episodi di E vissero infelici per sempre (quinta stagione)
La quinta stagione della serie televisiva E vissero infelici per sempre è stata trasmessa in anteprima negli Stati Uniti d'America dalla The WB tra il 13 settembre 1998 e il 23 maggio 1999.
| nº | Titolo originale                  | Titolo italiano | Prima TV USA      | Prima TV Italia |
| -- | --------------------------------- | --------------- | ----------------- | --------------- |
| 1  | X-Happily Ever After              |                 | 13 settembre 1998 |                 |
| 2  | Feline Alright                    |                 | 20 settembre 1998 |                 |
| 3  | Basketball... Again?              |                 | 27 settembre 1998 |                 |
| 4  | A Movie Show                      |                 | 4 ottobre 1998    |                 |
| 5  | Love Letters                      |                 | 11 ottobre 1998   |                 |
| 6  | I Know What You Did in the Closet |                 | 25 ottobre 1998   |                 |
| 7  | Ross' IQ                          |                 | 1º novembre 1998  |                 |
| 8  | The Fencing Show                  |                 | 8 novembre 1998   |                 |
| 9  | Smart and Stupid                  |                 | 15 novembre 1998  |                 |
| 10 | The Silver Rule                   |                 | 22 novembre 1998  |                 |
| 11 | Secrets                           |                 | 13 dicembre 1998  |                 |
| 12 | Royal Flush                       |                 | 10 gennaio 1999   |                 |
| 13 | Taffy's Boy                       |                 | 17 gennaio 1999   |                 |
| 14 | Tiffany's Big Break               |                 | 24 gennaio 1999   |                 |
| 15 | I Never Dunked for My Father      |                 | 7 febbraio 1999   |                 |
| 16 | Sex & Violins                     |                 | 14 febbraio 1999  |                 |
| 17 | Tiffany Burger                    |                 | 21 febbraio 1999  |                 |
| 18 | The Perfect Guy                   |                 | 28 febbraio 1999  |                 |
| 19 | Date to Win                       |                 | 2 maggio 1999     |                 |
| 20 | The Artist and the Con Artist     |                 | 5 marzo 1999      |                 |
| 21 | Tiffany Tutors the Teachers       |                 | 16 maggio 1999    |                 |
| 22 | Le Morte D'Floppy                 |                 | 23 maggio 1999    |                 |